# Allan Arvidsson
Erik Allan Arvidsson, född 18 januari 1927 i Edsbyn, död 30 juni 1996 i Edsbyn, var en svensk bandyspelare.
Stor grabb nummer 114 i bandy genom 8 SM-finaler, 3 SM-guld, 2 A-landskamper och 1 B-landskamp. De tre SM-gulden vann han 1952, 1953 och 1962 för Edsbyns IF och avslutade sin karriär i IFK Rättvik vid 40 års ålder. Han gjorde mål i både sin allsvenska debut den 4 januari 1948 och i sin sista allsvenska match på nyårsafton 1964. Många av de 72 mål Allan Arvidsson noterats för i Edsbyns IF spelades fram av Elis Johansson.
Allan Arvidsson är begravd på Ovanåkers kyrkogård.